# James Dada Morgan
Pour les articles homonymes, voir Morgan.
James Dada Morgan (né le 1er août 1810 à Boston, État du Massachusetts, et décédé le 12 septembre 1896) est un Major general de l'Union. Il est enterré à Quincy dans le comté d'Adams, État de l'Illinois.

## Avant la guerre
James Dada Morgan commence sa vie active en tant que marin à l'âge de 20 ans. Puis, il s'installe à Quincy en tant que commerçant. Il organise les Quincy Riflemen une unité de milice et participe à guerre contre les mormons entre 1844 et 1845.
Au début de la Guerre américano-mexicaine, la compagnie organisée par James D.Morgan devient la company G du 1st Illinois Volounteers. Il est alors nommé capitaine le 18 juin 1848. 
Il combat dans l'armée du général Zachary Taylor. Il est promu commandant pour sa bravoure à la bataille de Buena Vista.
Il quitte le service actif le 17 juin 1847.

## Guerre de Sécession
Au début du conflit, James D. Morgan est nommé lieutenant-colonel du 10th Illinois Infantry Regiment le 29 avril 1861. Trois mois plus tard, le 29 juillet 1861, il est promu colonel. Il commande alors une brigade dans l'armée du Mississippi et participe à la bataille de Corinth.
Il est nommé brigadier-général des volontaires le 17 juillet 1862. Il commande la 2nd division du corps de réserve pendant campagne de Chickamauga, le siège de Chattanooga et à la bataille de Missionary Ridge.
Il commande une brigade pendant la campagne d'Atlanta.
Il est breveté major-général des volontaires le 19 mars 1865 pour bravoure et service méritant à la bataille de Bentonville pendant la campagne des Carolines. Il quitte le service actif le 25 août 1865.

## Après la guerre
James Dada Morgan devient banquier après le conflit.